# Acacia shirleyi
Acacia shirleyi är en ärtväxtart som beskrevs av Joseph Henry Maiden. Acacia shirleyi ingår i släktet akacior, och familjen ärtväxter. Inga underarter finns listade i Catalogue of Life.

## Bildgalleri

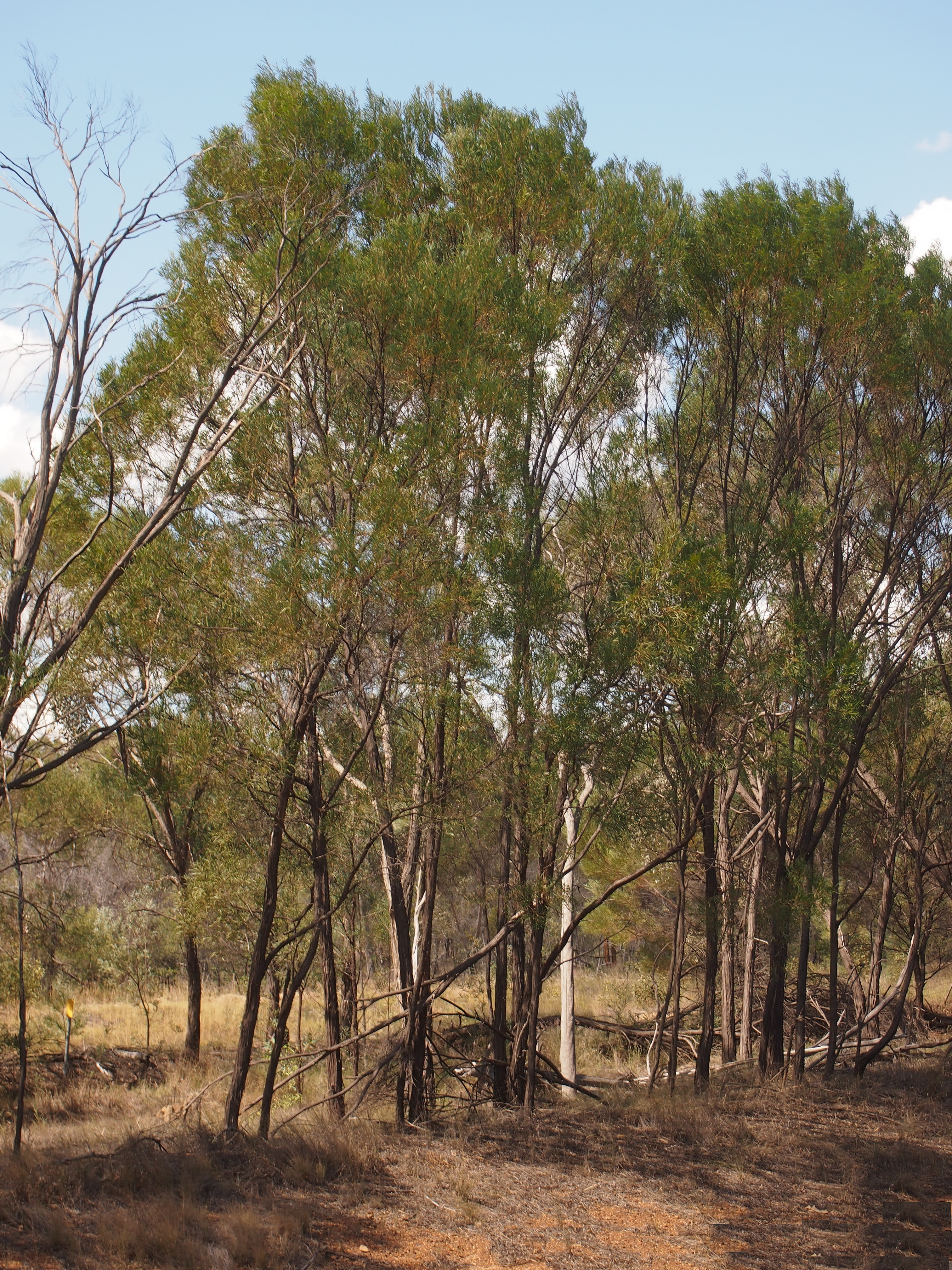